# 여강중학교
여강중학교(麗江中學校)는 대한민국 경기도 여주시 북내면 신접리에 있는 사립 중학교이다.

## 학교 연혁
- 1970년 6월 23일 : 학교법인 금배학원 설립인가(김이배 이사장 취임)
- 1971년 1월 29일 : 여강중학교 설립인가
- 1971년 2월 1일 : 초대 한균필 교장 취임
- 2004년 2월 10일 : 실내 체육관 금배관 개관
- 2005년 12월 20일 : 학교 급식소 개관
- 2010년 5월 11일 : 창의인성교육 모델학교 선정
- 2011년 10월 15일 : 과목중점형 교과교실제 선정
- 2015년 3월 2일 : 혁신공감학교 운영
- 2016년 3월 1일 : 제3대 황정옥 이사장 취임
- 2016년 10월 24일 : 여강중 야구부 창단
- 2018년 3월 1일 : 혁신학교 선정
- 2021년 6월 1일 : 제8대 김주완 교장 취임
- 2023년 3월 1일 : AI 인공지능 선도학교 선정
- 2024년 1월 5일 : 제51회 55명 졸업(졸업생수 6,121명)

## 참고 자료
- 여강중학교 - 한국교육학술정보원 학교알리미